# Chloraeeae

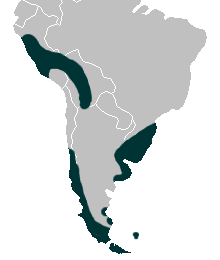

Chloraeeae es una tribu de plantas herbáceas perteneciente a la subfamilia Orchidoideae dentro de la familia Orchidaceae. Está compuesta solo de especies terrestres, dividida en 4 géneros que incluyen 76 especies en total.
Se caracteriza por ser las raíces de las plantas carnosas, no tuberosas y sin rizoma, cuyas flores no tienen viscidio.

## Distribución
Las orquídeas pertenecientes a esta tribu están presentes en tres regiones distintas, en todo Chile se extiende desde Tierra del Fuego hasta llegar a las islas Malvinas, en el sur de Brasil, Uruguay, Argentina y Perú y al este de los Andes de Bolivia. 

## Géneros
- Bipinnula Comm. ex Juss.
- Chloraea Lindl.
- Geoblasta Barb.Rodr.
- Gavilea Poepp.